# ウィル・ロジャース (原子力潜水艦)
|          |                                            |
| 艦歴     |                                            |
| 発注     | 1963年7月29日                              |
| 起工     | 1965年3月20日                              |
| 進水     | 1966年7月21日                              |
| 就役     | 1967年4月1日                               |
| 退役     | 1993年4月12日                              |
| その後   | 原子力艦再利用プログラム                   |
| 除籍     | 1993年4月12日                              |
| 性能諸元 |                                            |
| 排水量   | 水上 7,320トン 水中 8,220トン              |
| 全長     | 129.5 m (425 ft)                           |
| 全幅     | 10 m (33 ft)                               |
| 吃水     | 9.6 m (31.4 ft)                            |
| 機関     | S5W型原子炉 のちS3G型原子炉に換装          |
| 最大速   | 水上 16ノット 水中 20ノット以上            |
| 乗員     | 各班士官、兵員140名                        |
| 兵装     | ミサイル発射管16門、 21インチ魚雷発射管4門 |

ウィル・ロジャース (USS Will Rogers, SSBN-659) は、アメリカ海軍の原子力潜水艦。ベンジャミン・フランクリン級原子力潜水艦の12番艦。「自由のための41隻 41 for Freedom」最後の艦でもある。艦名はウィル・ロジャースに因む。

## 艦歴
ウィル・ロジャースの建造は1963年7月29日にコネチカット州グロトンのジェネラル・ダイナミクス、エレクトリック・ボート社に発注され、1965年3月20日に起工した。1966年7月21日にミュリエル・バック・ハンフリー（ヒューバート・H・ハンフリー副大統領の妻）によって進水し、1967年4月1日にブルー班艦長R・Y・カウフマン大佐およびゴールド班艦長W・J・カウヒル中佐の指揮下就役した。
整調後ウィル・ロジャースは1967年7月31日にケープカナベラル沖の大西洋ミサイル試験場でポラリスミサイルの発射試験に成功した。同年10月に最初の戦略抑止哨戒を開始する。
ウィル・ロジャースは1974年までコネチカット州グロトンを母港として活動し、その後スペインのロタを母港とする。このときに艦長はジョン・D・バトラー少将が着任した。同時期にウィル・ロジャースはポセイドンミサイル運用のための改修が行われ、原子炉も S3G 型に変更された。ロタを母港として4年に渡って哨戒を行い、1978年までに35回の哨戒を完了した。
ウィル・ロジャースは1992年11月2日に不活性化が行われ、1993年4月12日に退役、同日除籍された。その後ワシントン州ブレマートンで原子力艦再利用プログラムに従って解体され、作業は1994年8月12日に完了した。